# Tormenta tropical Delta (2005)

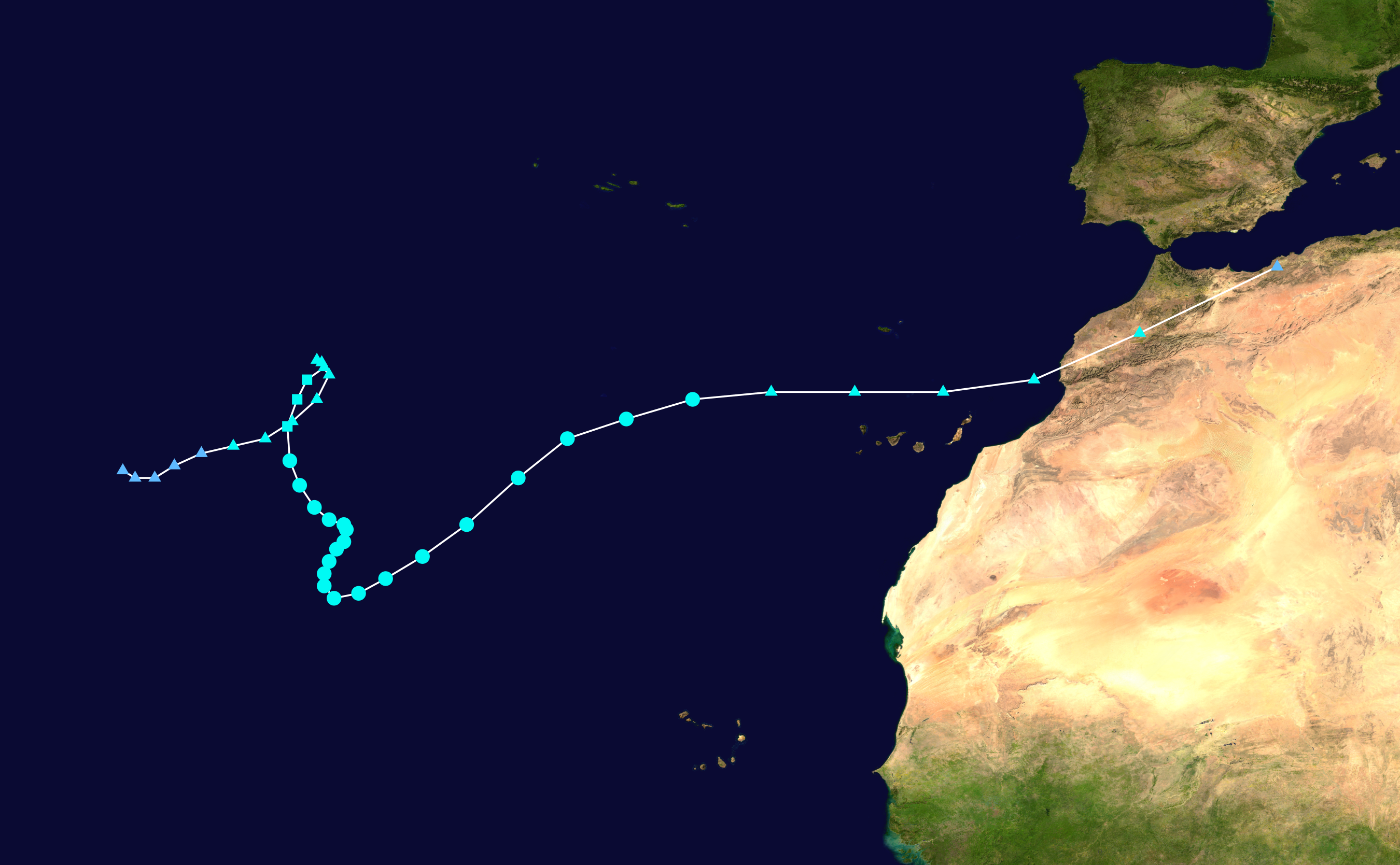
Trayectoria de Delta.

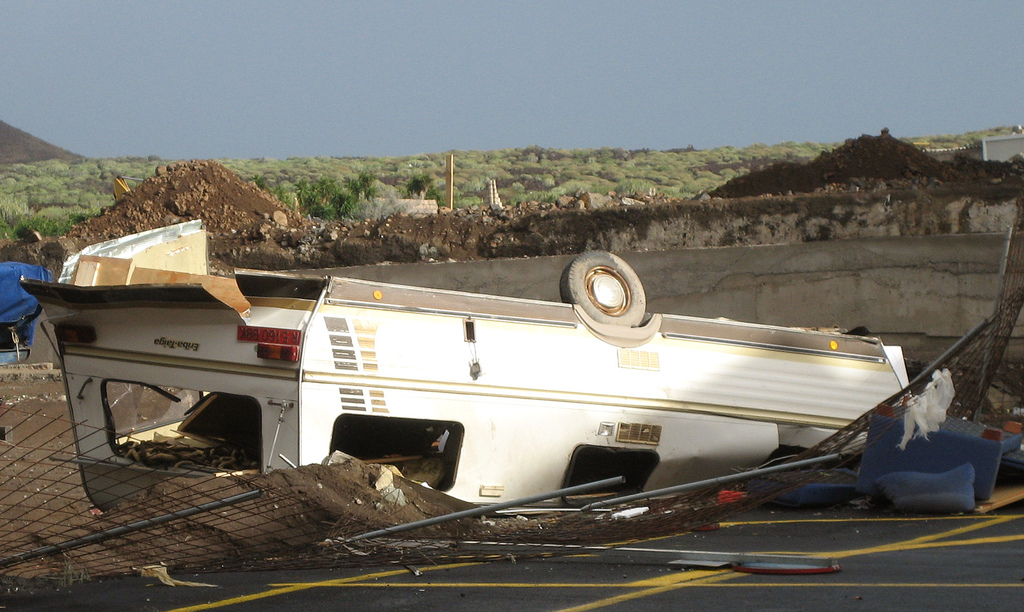
Algunos destrozos provocados por la tormenta.

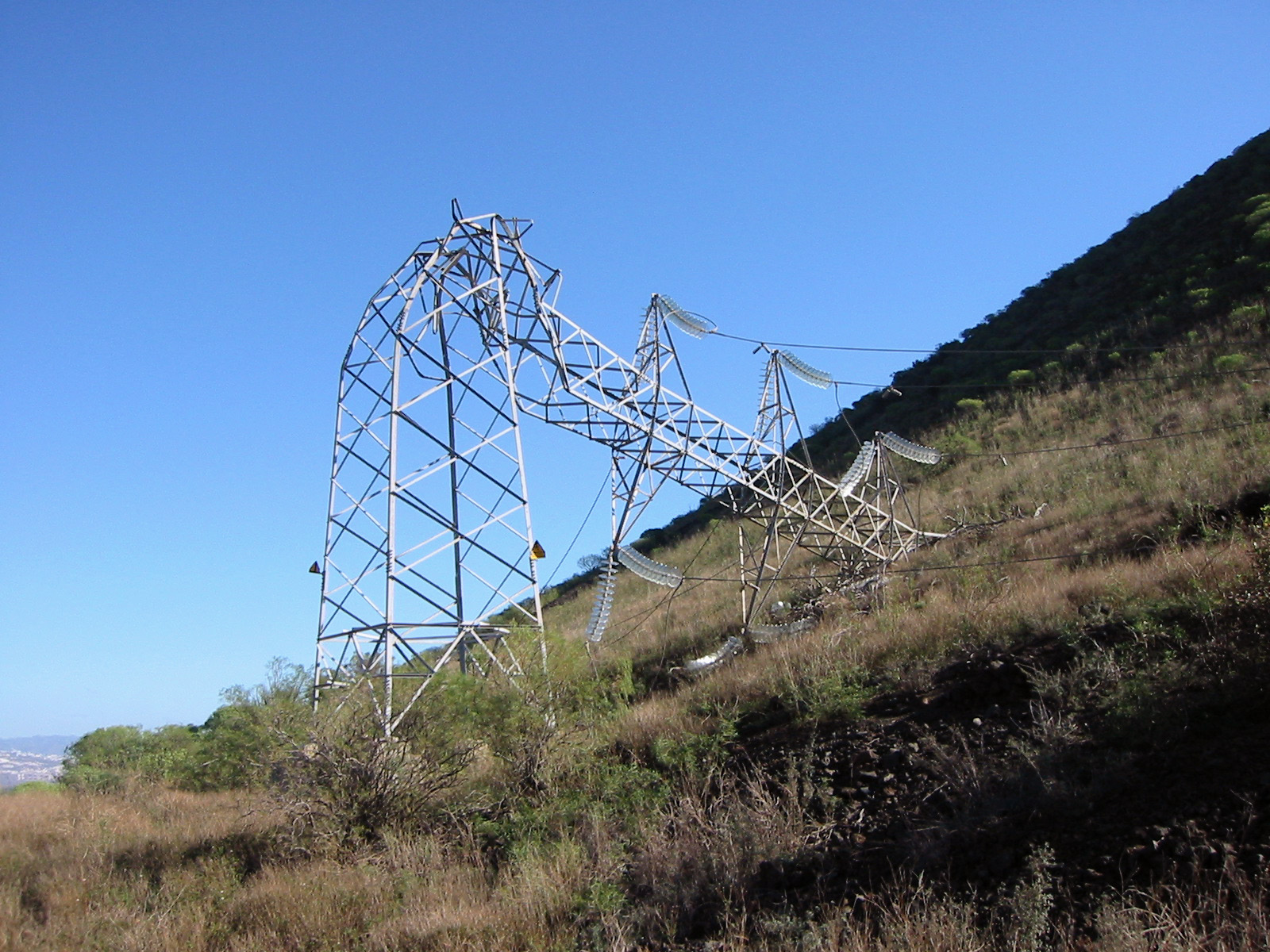
Una torre eléctrica dañada por los fuertes vientos.

La Tormenta tropical Delta fue una tormenta tropical que afectó a las Islas Canarias (España) y a Madeira (Portugal) entre el 28 y el 29 de noviembre de 2005. Inició su andadura en el golfo de Guinea, y, al contrario de lo que suele ocurrir, giró hacia el norte, manteniéndose estática cerca de las Azores para luego girar al este y no al oeste como ocurre normalmente. Se empezó a notar en las islas más occidentales del archipiélago (La Palma y El Hierro) la mañana del 28, y a medida que pasaba el día se fue trasladando hacia el este, de modo que esa tarde ya empezó a actuar con fuerza sobre Tenerife (la isla a la postre más afectada). Durante la noche, los vientos arreciaron y llegaron a alcanzar los 140 km/h en la costa y casi los 250 km/h en el Teide, cumbre de Tenerife. 

## Efectos en las islas Canarias

### Víctimas inmediatas durante la tormenta
El paso de la tormenta por Canarias se cobró la muerte de un hombre en Fuerteventura al ser arrastrado al vacío por la fuerza de los vientos, y la de seis inmigrantes subsaharianos que naufragaron en su cayuco a 200 km al sur de Gran Canaria, cuando trataban de arribar a la isla. 
También hubo varios heridos y destrozos de consideración: amplias zonas de cultivo de las islas, como las de plataneras e invernaderos, fueron arrasadas (sobre todo en el valle de Güímar, en Tenerife); los pacientes de los dos últimos pisos del Hospital Universitario de Canarias (HUC) tuvieron que ser trasladados debido a la rotura de cristales, y numerosos ciudadanos tuvieron que pasar la noche en el aeropuerto de Tenerife Norte y en la estación de guaguas (autobuses) de Santa Cruz de Tenerife. También en el polígono industrial de Güímar hubo destrozos en varias naves industriales. En las islas en las que los vientos arreciaron con fuerza, muchos árboles fueron derribados o arrancados de raíz, algunos de ellos centenarios. En Gran Canaria, el Dedo de Dios, hasta entonces uno de los símbolos identitarios de la isla y atracción turística, no pudo resistir a la fuerza de los elementos y se fracturó.

### Destrucción del tendido eléctrico
Unas 300.000 personas se quedaron sin suministro eléctrico, en algunos casos hasta durante una semana en las islas occidentales de La Palma y especialmente en Tenerife en el área metropolitana (Santa Cruz , San Cristóbal de La Laguna, Tegueste, El Rosario), y el sudeste (Arico, Fasnia y la comarca del valle de Güímar). En algunas zonas de Tenerife no se recuperó el suministro eléctrico hasta siete días después.

### Otros servicios públicos afectados
Hubo consecuencias en otros servicios públicos, como importantes averías en las líneas telefónicas tanto fijas, como móviles y el agua, en este caso porque algunas poblaciones dependían del bombeo eléctrico para recibirla. 

### Pérdida de clases en los colegios
En la Isla de El Hierro se ordenó la suspensión de las clases desde el domingo 27 de noviembre. La Consejería de Educación de la comunidad autónoma de Canarias emitió un aviso a todos los centros escolares para que redujeran la jornada lectiva el lunes 28 de noviembre debido a la inminente llegada del "Delta". Al día siguiente, martes 29 de noviembre, no hubo clases. Y el miércoles 30 de noviembre continuaron suspendidas las clases en Tenerife: Área Metropolitana, Arico y Güímar. El jueves 1 de diciembre una relativa normalidad volvió a las aulas, excepto en aquellos casos donde la tormenta produjo desperfectos.

### Nuevos apagones en diciembre
El sábado 17 de diciembre hubo un nuevo corte de luz durante varias horas de la mañana en Santa Cruz de Tenerife, especialmente en el barrio de Ofra. Esa noche se recuperó el suminstro eléctrico pero persistían los cortes intermitentes. El día siguiente, aún había varias localidades que reclamaban estar sin luz a pesar de la insistencia de la compañía Unelco Endesa en la normalidad del servicio.

## Consecuencias políticas
La prolongada duración de los apagones supuso la organización de manifestaciones espontáneas nocturnas en los municipios de San Cristóbal de La Laguna y Santa Cruz de Tenerife, en las que se vertieron acusaciones contra UNELCO y contra el Gobierno de Canarias.
Por parte de diversas instituciones y asociaciones se solicitó la dimisión del presidente de la compañía Unelco Endesa y varios de sus directivos. El Gobierno de Canarias inició un expediente de investigación a dicha compañía, por las denuncias de falta de mantenimiento en las líneas y de diligencia en reparar las mismas. El "Foro Contra la Incineración" publicó en su página web unas fotografías mostrando el mal estado en el que se encontraban algunas de las torres eléctricas. Asimismo, el Parlamento de Canarias aprobó el día 22 de diciembre de 2005 la creación de una comisión de investigación, que se constituyó el día 16 de enero de 2006, presidida por el diputado autonómico Blas Gabriel Trujillo Oramas (PSOE). El día 7 de marzo de 2006 compareció el director Regional de Unelco, José María Plans, en mitad del escándalo eólico en el que se había imputado al Director Comercial de la misma compañía. Alegó que el retraso en el desarrollo eléctrico de Canarias es fundamentalmente responsabilidad política, según él al no autorizarse las solicitudes de nuevas instalaciones por parte de la compañía, o al estar sujetas éstas a estudios de impacto medioambiental.
El Gobierno de Canarias informó el 23 de mayo de 2006 que sancionaría a la empresa UNELCO por el estado de oxidación de las torres de la línea de alta tensión Caletillas-Granadilla, en la isla de Tenerife, con una cuantía de 450 000 euros.

## Situación tras la tormenta
Cuatro torres del tendido de alta tensión a su paso por Añaza cayeron, en el kilómetro 7 de la autopista TF-1, a escasos kilómetros de la central de generación de UNELCO ENDESA en las Caletillas- Candelaria. Ésta es la línea principal de suministro a la capital y el resto del área metropolitana: (San Cristóbal de La Laguna, Tegueste, El Rosario). Se instaló una línea auxiliar provisional cubierta con cemento, para evitar riesgos a los usuarios de la autovía, pues en buena parte de su recorrido va por el arcén de la misma; en este sentido cabe recordar que el margen de seguridad para cables de alta tensión es de 7 metros al descubierto. A final de julio de 2007, tras más de un año y medio, se reemplazaron las torres caídas y se eliminó la línea provisional, permaneciendo media torre de las antiguas en pie, con antenas de telecomunicación y su correspondiente transformador al lado de las nuevas torres.